# Domenico Crocco
Domenico Crocco (Bari, 16 giugno 1962) è un dirigente pubblico e scrittore italiano.
Commendatore della Repubblica Italiana con nomina del Presidente della Repubblica Giorgio Napolitano, è Primo Delegato e Segretario Generale per l'Italia dell'Associazione mondiale della strada (World Road Association ) e dirigente responsabile dei  rapporti  internazionali di Anas S.p.A.   È  stato direttore generale e capo dipartimento al Ministero delle Infrastrutture e dei Trasporti. È autore di numerosi volumi tecnici e di varie biografie nonché direttore di collana per Utet. È stato incaricato di redigere le voci Strade, Autostrade e Smart Road per il Digesto, l’Enciclopedia del diritto di UTET. È iscritto all'ordine nazionale dei giornalisti, elenco pubblicisti.
Docente a contratto nel corso di diritto amministrativo della Università LUISS Guido Carli. È stato docente al master sui lavori pubblici all'Università La Sapienza. Fa parte della Platform UE per l’implementazione della guida autonoma degli autoveicoli. È componente della Commissione Mondiale per il Piano Strategico della World Road Association (Piarc). Collabora con il Global Forum for Road Safety, l’organismo dell’ONU dedicato alla sicurezza stradale, per cui ha tenuto diversi Keynote Speech sulla mobilità del futuro e il rapporto tra nuove tecnologie e sicurezza stradale. Fa parte del Governing Board della International Road Federation (IRF) 

## Biografia
Laureatosi presso l'Università di Bari con 110 e lode e pubblicazione della tesi, dopo numerose esperienze pubblicistiche e di insegnamento, nel 1994 è stato consulente della Presidenza del Consiglio. Dal 1996 al 2001 ha lavorato nell'Ufficio di Presidenza della Camera dei Deputati, elaborando numerose proposte legislative. Dal 2001 ha lavorato al Ministero Infrastrutture come direttore generale della Regolazione dei  Contratti pubblici, quindi come direttore generale delle infrastrutture stradali, infine (dal gennaio 2009 al maggio 2013) come capo del  dipartimento infrastrutture. Ha rappresentato l'Italia in numerose commissioni intergovernative internazionali. Ha presieduto la Cabina di Regia del Piano Città , dedicato alla rigenerazione dei quartieri degradati. È presidente del consiglio di amministrazione della Fondazione ALI, dedicata alla promozione dell'eccellenza italiana ed internazionale. È direttore della rivista telematica “Officina Italia” , che rappresenta quotidianamente le best practices in Italia e nel mondo. Ha diretto, dal 1996 al 2001,  la rivista mensile “Millennio” ed altri periodici. È docente al master del Sole 24 ore sugli appalti.
Nel campo della scrittura, ha prodotto una biografia di pregio, edita nel 2001, e dedicata a Padre Pio (Padre Pio come Gesù), che sulla base di documenti anche inediti ricostruisce, con rigore scientifico, la vita del Frate di Pietrelcina.
Ha collaborato con la Direzione Esteri della RAI dal 1989 al 1996 curando la regia e i testi del programma, diffuso in tutto il mondo, “I grandi bambini”, dedicato ai profili biografici dei grandi Italiani ritratti nella loro infanzia.
Ha pubblicato articoli scientifici sulle riviste internazionali Routes Roads e Medic tradotti in numerose lingue.

## Pubblicazioni
- D. Crocco, Padre Pio come Gesù, Roma, EdiV2000, 2001
- D. Crocco, Il codice dei contratti pubblici, DEI, 2006
- D. Crocco, Le nuove compensazioni sui costi dei materiali, DEI, 2006
- D. Crocco, Introduzione al codice dei contratti pubblici, in Procedure per le opere pubbliche, UTET, 2007
- D. Crocco, Adeguamento del prezzo contrattuale, in Procedure per le opere pubbliche, UTET, 2007
- D. Crocco, Introduzione al codice dei contratti pubblici, in Codice dei contratti pubblici, UTET, 2007
- D. Crocco, Adeguamento del prezzo contrattuale, in Codice dei contratti pubblici, UTET, 2007
- D. Crocco (a cura di), Leasing in costruendo, UTET, 2009
- D. Crocco, in Codice dell'appalto pubblico, Giuffrè, 2011
- D. Crocco, Introduzione al vademecum Leasing in costruendo, ASSILEA, 2011
- D. Crocco, Il leasing finanziario per lo sviluppo delle opere pubbliche, in Economia e Management, SDA BOCCONI, 2011
- D. Crocco (a cura di), Commento al nuovo regolamento del codice dei contratti pubblici, UTET, 2011
- D. Crocco, Nuovo regolamento di esecuzione del Codice dei contratti pubblici, DEI, 2011
- D. Crocco, Se la rigenerazione urbana è motore di sviluppo, in Ipotesi per una prospettiva di sviluppo competitiva e sostenibile, MIT, 2012
- D. Crocco, C.Contessa, Appalti e concessioni: le nuove direttive europee, DEI, 2015
- D. Crocco, F. Mattei, Guida alle norme sulle infrastrutture stradali, DEI 2015
- D. Crocco, C. Contessa, Codice degli appalti pubblici e delle concessioni commentato, Roma, Dei, 2016
- D. Crocco (coordinated by), Public Private Partnerships: The PPP Guide, Milano, Wolters Kluwer, 2018
- D. Crocco (a cura di), Guida autonoma e Smart Road, Roma, DEI, 2019
- C. Palumbo Crocco e Domenico Crocco, Smart Procurement, Rubbettino, 2020
- D. Crocco, G. Rusconi (a cura di), Codice dei contratti pubblici con commento operativo, DEI La Tribuna, 2023